# Louis C. Wagner Jr.

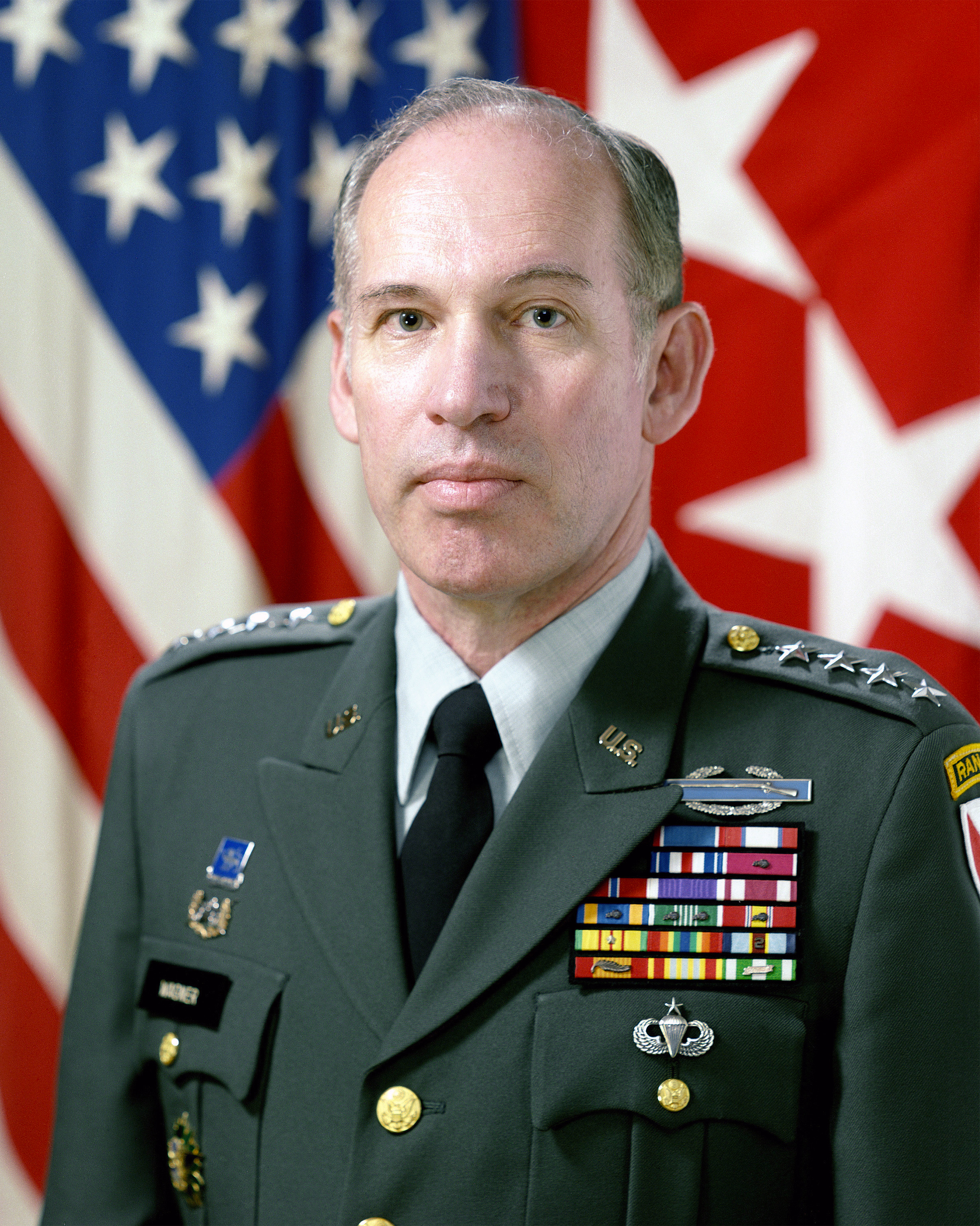
Louis Carson Wagner, Jr.

Louis Carson Wagner Jr. (* 24. Januar 1932 in Jackson, Missouri; † 24. Januar 2025) war ein General der US Army, der zuletzt von 1987 bis 1989 Kommandierender General des Heeresmaterialkommandos (US Army Materiel Command) war.

## Leben
Wagner absolvierte eine Offiziersausbildung an der US Military Academy in West Point, die er 1954 abschloss. Nach verschiedenen Verwendungen als Offizier war er 1965 während des Vietnamkrieges Oberstleutnant im Military Assistance Command, Vietnam (MACV) und wurde mit dem Silver Star geehrt. Er erhielt während eines weiteren Einsatzes in Vietnam von 1971 bis 1972 aufgrund seiner Verdienste als Mitglied des vierten Beratungsteams des Leitenden Beraters der 1. Panzerbrigade des Heeres der Republik Vietnam den Legion of Merit sowie am 3. Oktober 1972 das Distinguished Service Cross. Er war von 1973 bis 1974 als Oberst im Büro des Chefs des Heeresstabes (Chief of Staff of the Army), General Creighton W. Abrams, und erhielt einen Bronzenen Eichenblattzweig anstelle eines zweiten Legion of Merit. Im Anschluss folgten zahlreiche weitere Verwendungen innerhalb der US Army.
1984 wurde Wagner als General stellvertretender Chef des Heeresstabes für Bereitschaft (Deputy Chief of Staff, Readiness, Department of the Army) und verblieb auf diesem Posten bis 1987. Für seine Verdienste in dieser Zeit wurde ihm erstmals eine Army Distinguished Service Medal verliehen. Zuletzt löste er am 13. April 1987 General Richard H. Thompson als Kommandierender General des Heeresmaterialkommandos (US Army Materiel Command) ab und übte dieses Amt bis zum 27. September 1989 aus, woraufhin General William G. T. Tuttle, Jr. seine Nachfolge antrat. Aufgrund seiner Leistungen in dieser Funktion erhielt er einen Bronzenen Eichenblattzweig anstelle einer zweiten Army Distinguished Service Medal. 1992 schied er aus dem aktiven Militärdienst aus und trat in den Ruhestand.

## Auszeichnungen
Auswahl der Auszeichnungen, sortiert in Anlehnung der Order of Precedence of Military Awards:
- Distinguished Service Cross
- Army Distinguished Service Medal (2×)
- Silver Star
- Legion of Merit (2×)